# مطبخ جنوب الولايات المتحدة

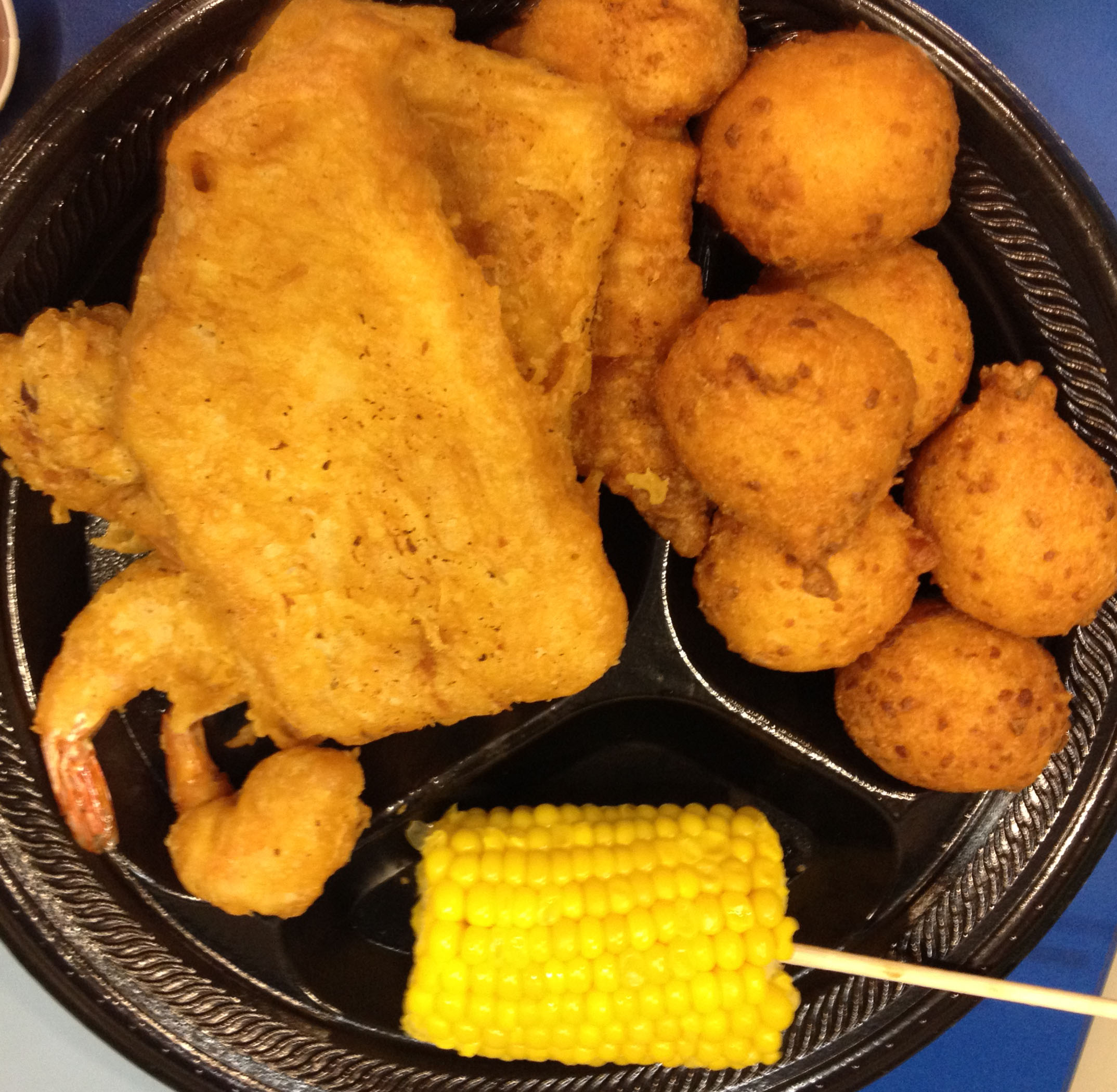
طبق الروبيان المقلي والسمك مع الذرة وكرات الذرة

يضم مطبخ جنوب الولايات المتحدة أطباقاً تقليدية متنوعة تطهى في مناطق عديدة، فهناك أساليب الطهي الخاصة بمناطق تايدوتر وأبالاشيا ولوكنتري وكوجان وكريول وأسلوب الطهي الفوريدي الكاريبي. وفي التاريخ الحديث انتشرت أطباق المطبخ الجنوبي الأمريكي إلى غيرها من الولايات، وانعكس تأثيرها على أصناف الطعام الأمريكية الأخرى.
جلبت العديد من مكونات المطبخ الجنوبي الأمريكي كالطماطم والقرع والذرة (ومشتقاتها من الذرة المجففة hominyوالمجروشة الخشنة grits)، وأسلوب الشواء العميق من السكان الأمريكين الأصليين في المنطقة (ومنها قبائل شيروكي وكادو وتشوكتاو وسيمينول). ومن العالم القديم نقل المستعمرون الأوروبيون إلى المنطقة السكر والطحين والحليب والبيض والماشية، والخضراوات المتنوعة؛ وفي نفس الفترة، جلب عبيد غرب أفريقيا الذين استقدموا عبر المحيط الأطلسي  وسكنوا مستعمرات أمريكا الشمالية اللوبياء والبامية والرز والباذنجان والسمسم والسورغم والبطيخ والبهارات. وأصبح الرز من الأطباق البارزة في منطقة لوكنتري التابعة لولاية كارولينا الجنوبية لأن الرز كان مألوفاً للعبيد الذين سكنوا المنطقة والمعروفين أيضاً بسكان غولا.
طهيت الكثير من الأكلات الجنوبية اتباعاً لتقاليد العالم القديم. ففي أبالاشيا، يرجع أصل العديد من الأطباق الجنوبية إلى مناطق حدود اسكتلندا وبريطانيا. فحب سكان الجنوب الأمريكي لوجبة الفطور المتكاملة يرجع إلى تأثير الفطور البريطاني المتكامل. أما لحم الخنزير، الذي عد في اسكتلندا في فترة ما محظوراً بشكل غير رسمي، فقد حل محل لحم الحمل والضأن. وبدل دقيق الشوفان، يتناول السكان المحليون عصيدة الشوفان كوجبة تقليدية، وهي عصيدة تحضر أساساً من الذرة المجروشة الخشنة.
وقد دخلت تقاليد الطعام المتنوعة والمطبقة في العالم القديم إلى بعض المناطق. مثل مطبخ كريول لويزيانا يرجع في أصوله إلى المطبخ الفرنسي الدراج، ومطبخ غرب أفريقيا، والمطبخ الإسباني؛ فالمطبخ الفلوريدي الكاريبي وهو أسلوب طهي إسباني في الأساس وبتأثير واضح من المطبخ الكاريبي؛ وكذلك مطبخ تكساس والمكسيك الذي يظهر فيه تأثير المطبخ المكسيكي وفنون الطهي الخاصة بسكان أمريكا الأصليين باستخدامه الوافر لخضراوات العالم الجديد (كالذرة والطماطم والقرع والفلفل) واللحم المشوي. وفي جنوب لويزيانا، يتجلى تأثير غرب أفريقيا في أطباق جومبو والجامباليا والفاصوليا الحمراء مع الرز.

## أصول مطبخ الجنوب الأمريكي
استمر الاهتمام بالطهي الأمريكي المحلي بعد الحرب الأهلية، خاصة فيما يتعلق بتقاليد جنوب الولايات المتحدة. وأضيفت العديد من كتب الطبخ إلى مجموعة المراجع الموجودة. يقع بعضها في نطاق الكتيبات المحلية التي تقدم تعليمات لربات البيوت الجنوبيين لتدبير منازلهن في حقبة ما بعد العبودية الحديثة. ويهدف بعض هذه الأعمال مثل كتاب طبخ فيرجينيالماري ستيوارت سميث (1885) إلى الحفاظ على تراث الطهي في الجنوب الأمركي.

## أطباق جنوبية تقليدية

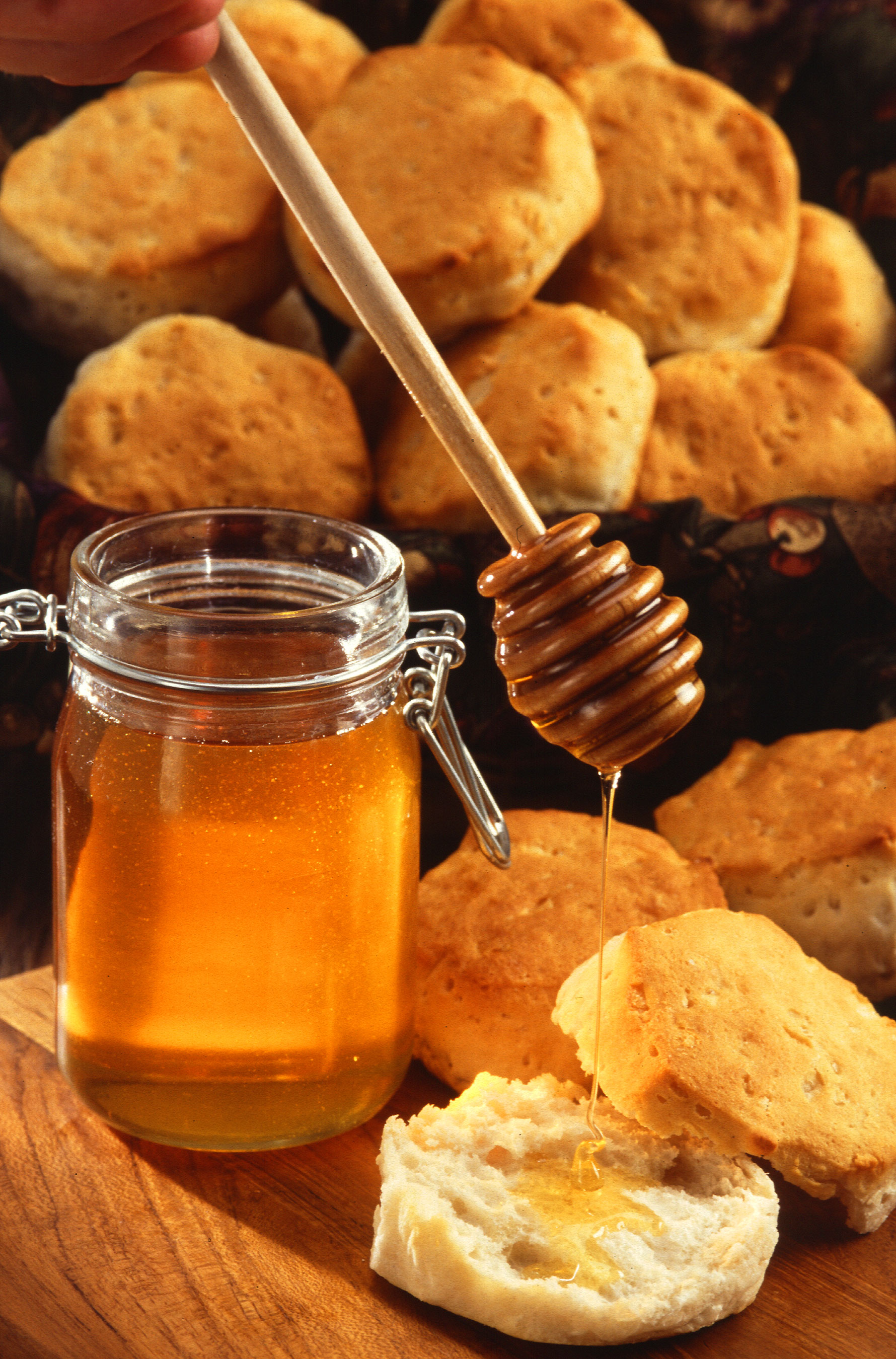
بسكويت بالعسل

تضم الوجبات التقليدية الجنوبية الدجاج المقلي وبازلاء الحقل (كلوبياء العين السوادء ) والخضر (كالملفوف الأخضر والخردل الهندي واللفت والصبغة الأمريكية) والبطاطس المهروسة وخبز الذرة، ومشروب الشاي الحلو والحلويات وتحديداً الفطائر (وأشهرها فطيرة البطاطا الحلوة وفطيرة تشيس وفطيرة شوفلي وفطيرة جوز البقان وفطيرة الخوخ)، وكذلك كعكات (ككعات الخوخ وتوت العليق الأسود وأحياناً التفاح في ولايتي كنتاكي وأبالاشيا).
تشمل الأطعمة الجنوبية الأخرى الذرة المجروشة الخشتة ‏ ، ولحم الخنزير الريفي ، وكرات الذرة hushpuppies، والفطائر المقلية beignets (في جنوب ساحل الخليج الامريكي ) ، والأصناف الجنوبية من السوكوتاش ، وصدر البقر ، وقطع اللحم، وشرائح لحم الدجاج المقلي ، وبسكويت زبدة الحليب (يمكن تقديمه مع الزبدة ، والجيلي ، والفاكهة المعلبة ، والعسل ، والصلصة أو دبس الذرة البيضاء والسكر ) ، وجبنة الفلفل الحلو ، والبطاطا الحلوة المسلوقة أو المخبوزة و الشواء، وسمك السلور المقلي، ووجبة الطماطم الخضراء المقلية، والمعكرونة بالجبن، وعصيدة الخبز، والبامية (مجففة بشكل أساسي في دقيق الذرة والمقلية ، والمطبوخة على البخار، والمطهية ، والمشوحة ، والمخللة) والفاصوليا والفاصوليا المرقطة .

### الشواء
"صلصة الشواء البيضاء" هي من أصناف الطعام التي تتميز بها ألاباما وتحضر من المايونيز والفلفل والخل وتقدم عادة مع الدجاج المشوي المدخن.
وتعد "صلصة الشواء الصفراء" المحضرة من الخردل من الصلصات التي تتميز بها ولاية كارولينا الجنوبية ويعود ابتكارها في الأصل لمهاجري الهجرة الجماعية للألمان إلى المنطقة في منتصف القرن الثامن عشر.

### الدجاج المقلي
ومن أشهر الأطباق المنقولة للبلاد هي الدجاج المقلي. ويقال أنه انتقل من الاسكتلنديين ومن بعدهم المهاجرين الاسكتلنديين الذين قدموا إلى جنوب الولايات المتحدة، إذ كان من تقاليدهم في طهي الدجاج هو قلي الدجاج بالسمن. الا أن بعض المصادر تشير أن أصل الدجاج المقلي يرجع إلى جنوب إنكلترا وغربها الذين كانوا من اوائل من استوطن جنوب الولايات المتحدة. وقد برروا رأيهم بالقول أن سكان جنوب إنكلترا وغربها مولعون بعادة قلي اللحوم وطهيها على نار هادئة وتشويحها بالمقلاة، عكس سكان شرق انجليا الذين فضلوا شوي اللحوم وسلقها. ومع ذلك ، فإن بعض المصادر تتبع أصل الدجاج المقلي إلى جنوب انكترا وغربها حيث سكن معظم المستوطنين الأوائل في الجنوب. وخلصوا إلى أن جنوب إنكلترا وغربها كان من تقاليدهما المتجذرة قلي اللحوم على نار هادئة في مقلاة على عكس شرق أنجليا التي فضلت تحمير اللحوم وسلقها
وقد نقل الأمريكيون الأفارقة القادمين من أفريقيا أساليبهم في قلي الأطعمة إلى البلاد. وكان القلي طريقة شائعة لإعداد الطعام لديهم لأنه كان سريعا وسهلاً. وخلال فترة العبودية في القرن التاسع عشر كان الدجاج هو الحيوان الوحيد المسموح للعبيد امتلاكه  فبدأ الأمريكيون الأفارقة في قلي الدجاج باستخدام نفس الطرق التي استخدموها لقلي الأطعمة الأخرى. وفي وقت لاحق من القرن التاسع عشر قبيل الحرب الأهلية، باع العبيد الدجاج المقلي للحصول على الأموال لشراء حريتهم. وسرعان ما أدى ذلك إلى انتساب الدجاج المقلي للأمريكيين الأفارقة في جنوب الولايات المتحدة 
وحظي الدجاج المقلي بشعبية بين الأمريكيين الأفارقة، فساعد ذلك في أن يصبح الدجاج المقلي أحد أكثر المأكولات الجنوبية شهرة وأكثرها أهمية في الولايات المتحدة. وتتجلى أهمية الدجاج المقلي في المطبخ الجنوبي من خلال التقاليد المتعددة والتعديلات المختلفة لتحضيره، مثل سلسلة مطاعم كنتاكي فرايد تشيكن ؛ ناشفيل برينسز هوت تشيكن شاك ؛ وسلسلة مطاعم Bojangles الشهير بتقديم الدجاج والبسكويت الذي يقدم وجبات مستوحاة من الكاجون وكذلك سلسلة مطاعم بوبايز .

### لحم الخنزير
يعد لحم الخنزير جزء لا يتجزأ من مطبخ الجنوب الأمريكي. ويقدم لحم الخنزير المحشي في جنوب ولاية ماريلاند. أما شواء الخنزير فهو من الوجبات التقليدية التي لا غنى عنها في جمعات العائلة والأصحاب التي تقام أثناء العطل وتعرف حفلة شواء الخنزير في فيرجينيا وكارولينا الشمالية والجنوبية "بغنيمة الخنزير".
والبقول من المكونات الداخلة في اضفاء نكهة للحم الخنزير ولحم الخنزير المملح، إذ يطهى اللفت مع لحم الخنزير ويقدم مع الخل وبسكويت لحم الخنزير (وهو بسكويت يقطع إلى شريحتين ويحشى بلحم الخنزير المالح) ويقدم غالباً في وجبة الإفطار، ويقدم لحم الخنزير مع مرق لحم الخنزير أو صلصة دهن الخنزير البيضاء في وجبة العشاء.
كما يؤكل لحم الخنزير البلدي ، وهو لحم الخنزير شديد الملوحة، في جميع أنحاء جنوب الولايات المتحدة، وأكثره شهرة لحم الخنزير سميثفيلد الذي طهي أولاً في فرجينيا.

### الخضراوات
تقتصر الوجبات الجنوبية على الخضراوات، ويتخللها بعض اللحم (وخاصة لحم الخنزير المالح) الذي يضاف في عملية الطهي ولكن تخلو الوجبات المقدمة من اللحم. وتعد "الفاصوليا والخضار" التي تطهى بصنفيها البيضاء والبنية جنباً إلى جنب مع كميات مشبعة من الخضار يضاف إليها القليل من لحم الخنزير المقدد وجبة تقليدية في العديد من مناطق الجنوب. (ويشكل اللفت أحد الخضراوات الأساسية للوجبات؛ إذ يقطع بشكل مكعبات ويطهى مع قطع لحم ظهر الخنزير).
تشمل الوجبات الجنوبية الأخرى قليلة اللحوم وجبة الفاصوليا وخبز الذرة التي تتكون من الفاصوليا المرقطة المطهية مع لحم الخنزير أو لحم الخنزير المقدد - وهوبين جون (وهي وجبة تحضر من لوبياء العيون السوداء والأرز والبصل والفلفل الأحمر أو الأخضر ولحم الخنزير المقدد).
يدخل الملفوف كمكون أساسي لسلطة الكرنب ، ويقدم كطبق جانبي ومع مجموعة متنوعة من اللحوم المشوية والمقلية. ويحظى الملفوف الأحمر المشوح، المضاف إليه الخل والسكر بشعبية في المناطق الجنوبية من البلاد المتأثرة بألمانيا مثل وسط تكساس .
ويسود نبات قرع الجوز في فصل الشتاء ، وغالبًا ما يحمر في الفرن مضافاً إليه الزبدة والعسل. ومن الخضار النموذجية الأخرى الكرنب الأخضر والسلطات المجمدة. كما تقدم البطاطس المحشوة مع لحم الخنزير المشوي وجبن الشيدر والجبن بالقشدة والمايونيز والثوم في مطاعم الشواء في جميع أنحاء الجنوب الأمريكي.

### الرز
يعد طبق كونتري كابتن هو أحد الأطباق البلدية المكونة من الدجاج والرز وترجع أصوله إلى عشرينيات القرن التاسع عشر. اشتهر كاونتري كابتن بعدما قدمه أحد طباخي مدينة كولمبوس في ولاية جورجيا الطبق إلى الرئيس فرانكلين روزفيلت. وقد قال القائد العسكري جورج باتون فيه "إذا لم تستيطعوا إقامة حفلة لي وتقديم كاونتري كابتن فيها، فاستقبلوني عند القطار واهدوني وعاءً منه".

### الحلويات والمعجنات
تشتهر جورجيا بزراعة الخوخ وأنواعه من خوخ ملبا الشائع تقديمها في الحلويات. ومن أصناف المعجنات فطيرة تشيس المحضرة من البيض والزبدة والسكر ودبس السكر. وفطيرة الموز وهي من الحلويات التي تتميز بها ولاية نيو اوريلاند.

### الأطعمة البحرية
تتوافر في الجنوب الأمريكي الأطعمة البحرية المأخوذة من الخليج كالسمك البحري الأسود، والروبيان وسمكة أبو سيف، كما توجد سمكة سلور القناة والمزروعة في الأحواض البلدية في منطقة دلتا الميسيسيبي وتشتهر خاصة في أكسفورد في ولاية ميسيسيبي. ويشيع طهي سمك السلور في البيوت بعد تغميسه بدقيق الذرة وقليه ويؤكل مع الشطة الحارة وأصابع البطاطس المقلية وسلطة الكرنب. أما محار روكفيلر فتشتهر به ولاية نيو اورلينز، ويعتقد أن هذه الوجبة ظهرت أول الأمر في هذه الولاية. في حين أن أطباق سكان كريول مثل جومبو وجمبلايا فيدخل جراد البحر والمحار و سرطان البحر الأزرق والروبيان مكوناً أساسياً في تحضير هذين الطبقين.

## المأكولات الجنوبية المقدمة في المطاعم

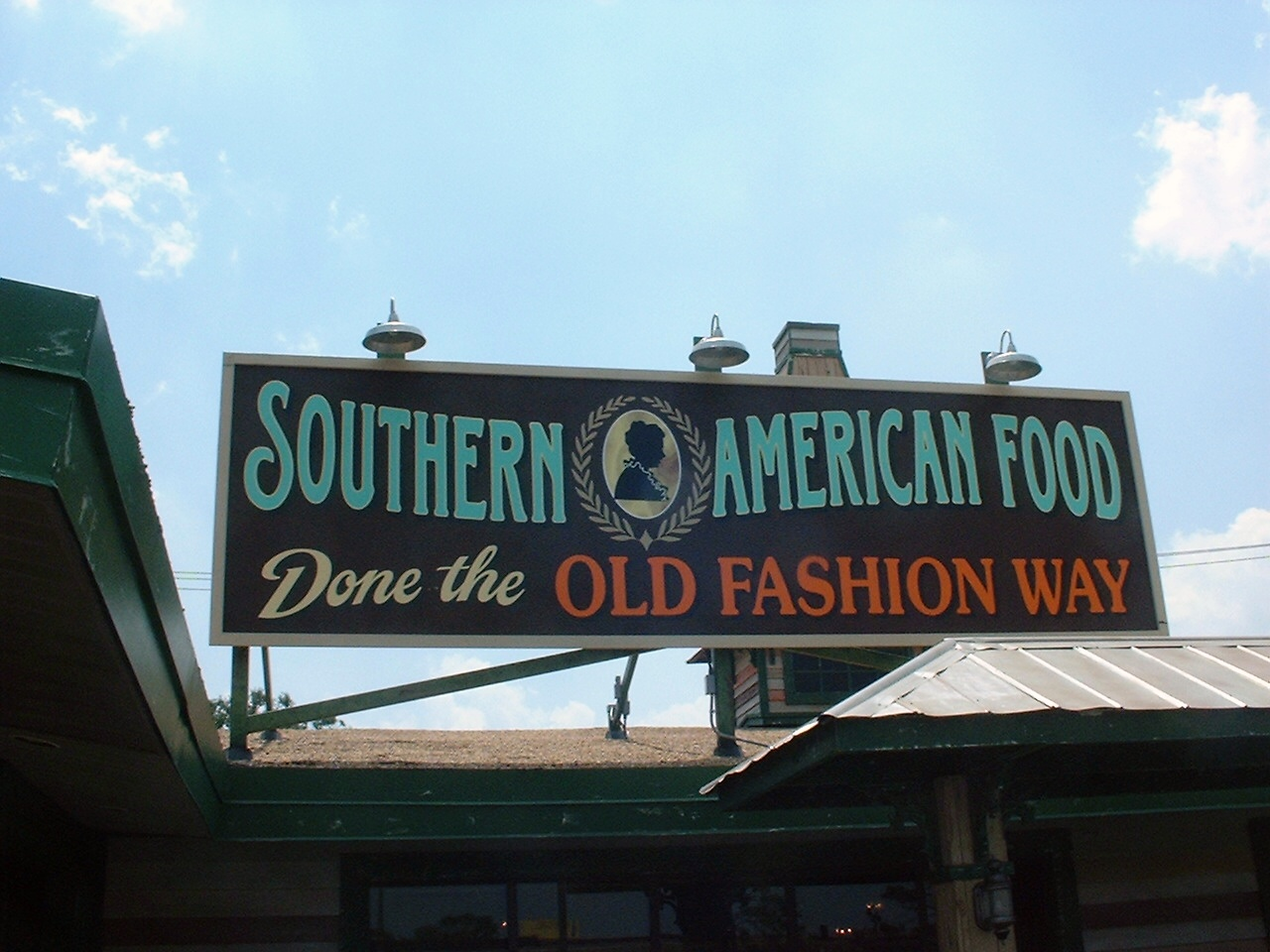
"المطبخ الجنوبي" وجهة معروفة لدى الكثير من الأمريكيين كما توضحها اللافتة الموجودة فوق المطعم في منطقة فلوريدا بانهاندل.

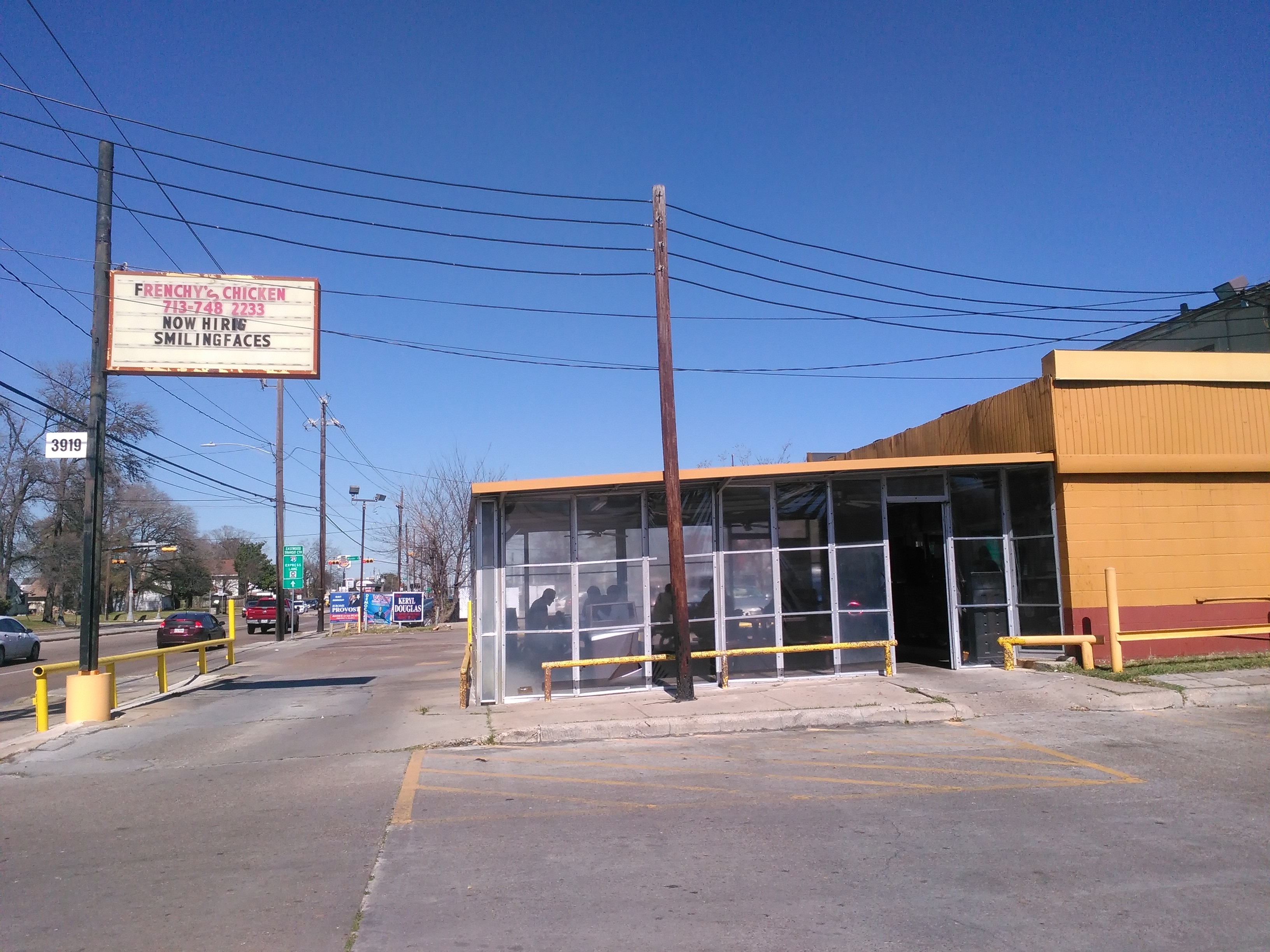
مطعم Frenchy's الفرع الأصلي في هيوستن ، تكساس

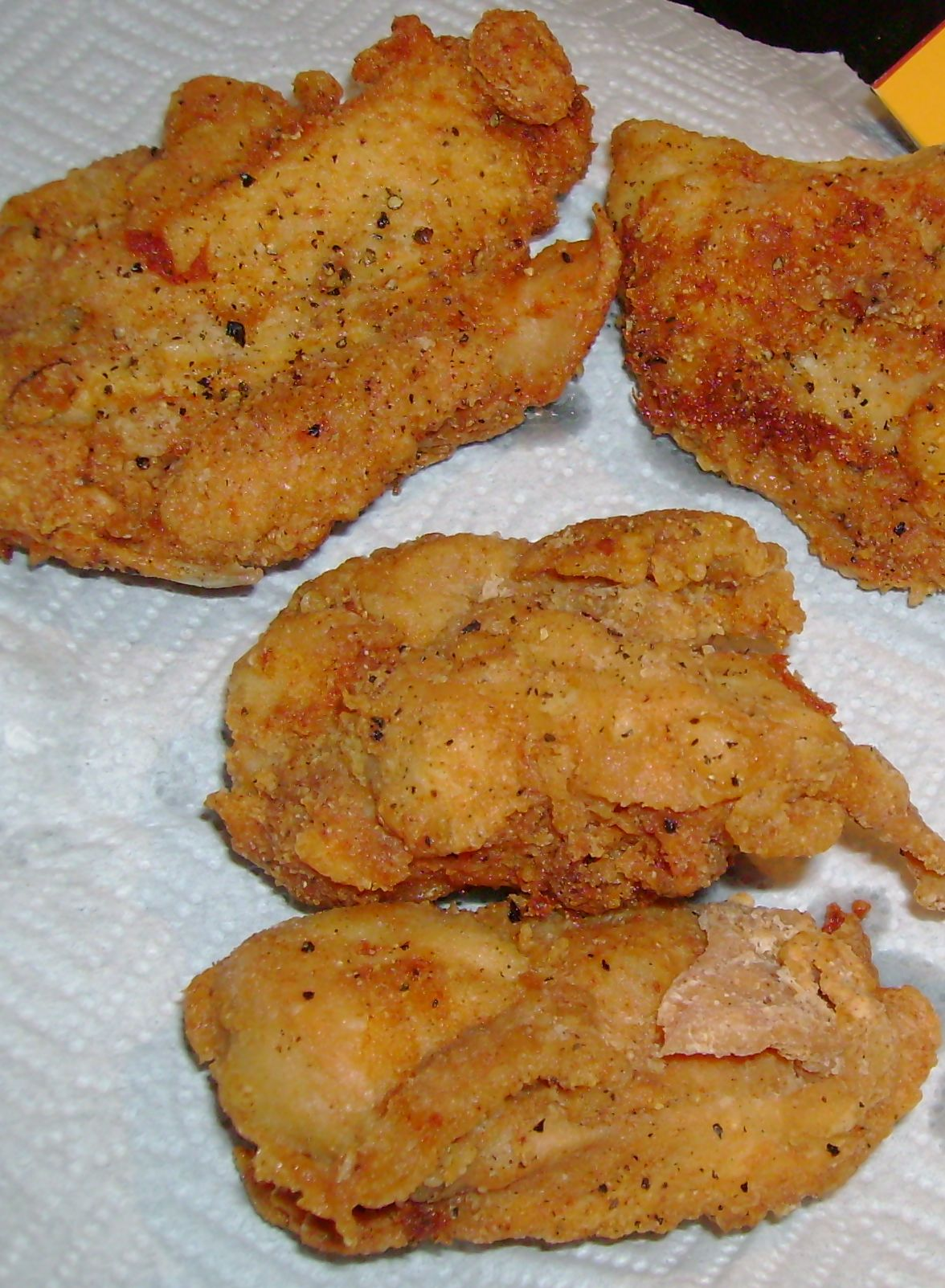
دجاج مقلي

حققت سلاسل الأطعمة الجنوبية جنبًا إلى جنب مع الأطعمة المريحة الأمريكية نجاحًا باهراً. وانتشر العديد منها في جميع أنحاء البلاد والعالم ، بينما فضلت سلاسل أخرى البقاء في الجنوب. ويعد أسلوب الشواء العميق(الشواء بالحفرة) من أساليب الشواء الشائعة في جنوب الولايات المتحدة دون غيرها من أجزاء البلاد، وتمتلك معظم مناطق الجنوب الريفي مطاعم شواء مملوكة محليًا وغير مملوكة للامتياز ، ويقدم العديد من المطاعم الشواء بالأساليب المحلية بدلاً من أسلوب كانساس سيتي السائد على مستوى البلاد. وتنتشر مطاعم الخدمة الذاتية لتقديم المأكولات الجنوبية في جميع أنحاء الجنوب، وتتراوح في مستوى الجودة من المستوى المتواضع والسائد إلى المستوى الراقي.